# بول جيمس
بول جيمس (بالإنجليزية: Paul James)‏ (و. القرن 20  م) هو ممثل، وممثل أفلام، وممثل تلفزيوني، من الولايات المتحدة الأمريكية، ولد في واشنطن العاصمة.

## التعليم
تعلم في جامعة سيراكيوز، وQuince Orchard High School ‏.

## وصلات خارجية
- بول جيمس على موقع IMDb (الإنجليزية)
- بول جيمس على موقع ألو سيني (الفرنسية)
- بول جيمس على موقع أول موفي (الإنجليزية)
- بول جيمس على موقع قاعدة بيانات الفيلم (الإنجليزية)
- بول جيمس على موقع كينوبويسك (الروسية)